# Lista de primeiras-damas do Peru
A Primeira-dama do Peru (espanhol: Primera Dama del Perú) é o título detido pelo cônjuge ou membro feminino designado da família do Presidente do Peru. A função geralmente cumpre funções de assistente social e de acompanhamento do presidente. Houve várias primeiras-damas estrangeiras no Peru.

## Primeiras-damas da República do Peru

### A corrente libertadora do Sul e o surgimento da República Peruana (1820–1823)
| Nº                               | Fotografia                       | Primeira-dama                             | Início de Governo       | Fim de Governo         | Presidente             | Referências |
| -------------------------------- | -------------------------------- | ----------------------------------------- | ----------------------- | ---------------------- | ---------------------- | ----------- |
| Vago; o presidente era solteiro. | Vago; o presidente era solteiro. | Vago; o presidente era solteiro.          | 28 de fevereiro de 1823 | 23 de junho de 1823    | José de la Riva Agüero |             |
| 1                                |                                  | Mariana Micaela Echevarría Santiago-Ulloa | 16 de agosto de 1823    | 18 de novembro de 1823 | José Bernardo de Tagle |             |
| 1                                | 18 de novembro de 1823           | Mariana Micaela Echevarría Santiago-Ulloa | 10 de fevereiro de 1824 |                        | José Bernardo de Tagle |             |

### A corrente libertadora do Norte e a consolidação da independência peruana (1823–1826)
| Nº                            | Fotografia                    | Primeira-dama                 | Início de Governo       | Fim de Governo         | Presidente      | Referências |
| ----------------------------- | ----------------------------- | ----------------------------- | ----------------------- | ---------------------- | --------------- | ----------- |
| Vago; o presidente era viúvo. | Vago; o presidente era viúvo. | Vago; o presidente era viúvo. | 10 de fevereiro de 1827 | 7 de junho de 1829     | José de La Mar  |             |
| 2                             |                               | Francisca Zubiaga y Bernales  | 1º de setembro de 1829  | 19 de dezembro de 1829 | Agustín Gamarra |             |
| 2                             | 19 de dezembro de 1829        | Francisca Zubiaga y Bernales  | 19 de dezembro de 1833  |                        | Agustín Gamarra |             |

### Guerra Civil peruana de 1835–1836
| Nº | Fotografia | Primeira-dama                           | Início de Governo       | Fim de Governo          | Presidente                      | Referências |
| -- | ---------- | --------------------------------------- | ----------------------- | ----------------------- | ------------------------------- | ----------- |
| 3  |            | María Josefa Martínez de Pinillos Cacho | 20 de dezembro de 1833  | 22 de fevereiro de 1835 | Luis José de Orbegoso y Moncada |             |
| 4  |            | Juana Pérez Palza de Infantas           | 25 de fevereiro de 1835 | 7 de fevereiro de 1836  | Felipe Santiago Salaverry       |             |
| 5  |            | María Josefa Martínez de Pinillos Cacho | 8 de janeiro de 1836    | 11 de agosto de 1836    | Luis José de Orbegoso y Moncada |             |

### Confederação Peru-Boliviana (1836–1839)

#### Restauração da República do Peru
| Nº                            | Fotografia                    | Primeira-dama                 | Início de Governo     | Fim de Governo         | Presidente      | Referências |
| ----------------------------- | ----------------------------- | ----------------------------- | --------------------- | ---------------------- | --------------- | ----------- |
| Vago; o presidente era viúvo. | Vago; o presidente era viúvo. | Vago; o presidente era viúvo. | 20 de janeiro de 1839 | 15 de agosto de 1839   | Agustín Gamarra |             |
| Vago; o presidente era viúvo. | Vago; o presidente era viúvo. | Vago; o presidente era viúvo. | 15 de agosto de 1839  | 10 de julho de 1840    | Agustín Gamarra |             |
| Vago; o presidente era viúvo. | Vago; o presidente era viúvo. | Vago; o presidente era viúvo. | 10 de julho de 1840   | 18 de novembro de 1841 | Agustín Gamarra |             |

### Início da Anarquia (1841–1845)
| Nº | Fotografia | Primeira-dama                             | Início de Governo      | Fim de Governo       | Presidente                | Referências |
| -- | ---------- | ----------------------------------------- | ---------------------- | -------------------- | ------------------------- | ----------- |
| 6  |            | Maria Andrea de Mendoza y Sánchez Boquete | 18 de novembro de 1841 | 16 de agosto de 1842 | Manuel Menéndez           |             |
| 7  |            | Andrea Grados Donayre                     | 20 de outubro de 1842  | 15 de março de 1843  | Juan Francisco de Vidal   |             |
| 8  |            | Cipriana de la Torre Luna Pizarro         | 27 de março de 1843    | 17 de junho de 1844  | Manuel Ignacio de Vivanco |             |
| 9  |            | Maria Andrea de Mendoza y Sánchez Boquete | 7 de outubro de 1844   | 20 de abril de 1845  | Manuel Menéndez           |             |

### Fim da Anarquia (1845)
| Nº | Fotografia              | Primeira-dama                                 | Início de Governo      | Fim de Governo          | Presidente                | Referências |
| -- | ----------------------- | --------------------------------------------- | ---------------------- | ----------------------- | ------------------------- | ----------- |
| 10 |                         | Francisca Diez-Canseco y Corbacho             | 20 de abril de 1845    | 20 de abril de 1851     | Ramón Castilla            |             |
| 11 |                         | Leandra Josefa Victoria Tristan y Flores      | 20 de abril de 1851    | 5 de janeiro de 1855    | José Rufino Echenique     |             |
| 12 |                         | Francisca Diez-Canseco y Corbacho             | 5 de janeiro de 1855   | 24 de outubro de 1858   | Ramón Castilla            |             |
| 12 | 24 de outubro de 1858   | Francisca Diez-Canseco y Corbacho             | 24 de outubro de 1862  |                         | Ramón Castilla            |             |
| 13 |                         | Josefa Oviedo y Mollinedo                     | 24 de outubro de 1862  | 3 de abril de 1863      | Miguel de San Román       |             |
| 14 |                         | Juana de Tirado y Coronel-Zegarra             | 5 de agosto de 1863    | 8 de novembro de 1865   | Juan Antonio Pezet        |             |
| 15 |                         | María Magdalena Ugarteche Gutiérrez de Cossío | 28 de novembro de 1865 | 15 de fevereiro de 1867 | Mariano Ignacio Prado     |             |
| 15 | 15 de fevereiro de 1867 | María Magdalena Ugarteche Gutiérrez de Cossío | 31 de agosto de 1867   |                         | Mariano Ignacio Prado     |             |
| 15 | 31 de agosto de 1867    | María Magdalena Ugarteche Gutiérrez de Cossío | 5 de janeiro de 1868   |                         | Mariano Ignacio Prado     |             |
| 16 |                         | Francisca Javiera Vargas Maldonado            | 22 de janeiro de 1868  | 2 de agosto de 1868     | Pedro Diez Canseco        |             |
| 17 |                         | Melchora Lizarzaburu Laynes                   | 2 de agosto de 1868    | 22 de julho de 1872     | José Balta                |             |
| 18 |                         | Manuela Sanz de Santo Domingo                 | 27 de julho de 1872    | 2 de agosto de 1872     | Mariano Herencia Zevallos |             |
| 19 |                         | Mariana Barreda y Osma                        | 2 de agosto de 1872    | 2 de agosto de 1876     | Manuel Pardo              |             |

### Guerra do Pacífico
| Nº | Fotografia             | Primeira-dama                                 | Início de Governo      | Fim de Governo         | Presidente                | Referências |
| -- | ---------------------- | --------------------------------------------- | ---------------------- | ---------------------- | ------------------------- | ----------- |
| 20 |                        | María Magdalena Ugarteche Gutiérrez de Cossío | 2 de agosto de 1876    | 18 de dezembro de 1879 | Mariano Ignacio Prado     |             |
| 21 |                        | Manuela Molina Daga                           | 18 de dezembro de 1879 | 23 de dezembro de 1879 | Luis La Puerta            |             |
| 22 |                        | Jesus Itúrbide Y Villena                      | 23 de dezembro de 1879 | 28 de julho de 1881    | Nicolás de Piérola        |             |
| 22 | 29 de julho de 1881    | Jesus Itúrbide Y Villena                      | 28 de novembro de 1881 |                        | Nicolás de Piérola        |             |
| 23 |                        | Carmen Rey y Basadre                          | 12 de março de 1881    | 10 de julho de 1881    | Francisco García Calderón |             |
| 23 | 10 de julho de 1881    | Carmen Rey y Basadre                          | 6 de novembro de 1881  |                        | Francisco García Calderón |             |
| 24 |                        | Rosa Elías de la Quintana                     | 6 de novembro de 1881  | 28 de outubro de 1883  | Lizardo Montero Flores    |             |
| 25 |                        | Maria de la Concepcion Posadas                | 31 de agosto de 1882   | 30 de dezembro de 1882 | Miguel Iglesias           |             |
| 25 | 30 de dezembro de 1882 | Maria de la Concepcion Posadas                | 1º de março de 1884    |                        | Miguel Iglesias           |             |
| 25 | 1º de março de 1884    | Maria de la Concepcion Posadas                | 3 de dezembro de 1885  |                        | Miguel Iglesias           |             |

### Fim da Guerra do Pacífico
| Nº                                 | Fotografia                         | Primeira-dama                           | Início de Governo      | Fim de Governo         | Presidente                      | Referências |
| ---------------------------------- | ---------------------------------- | --------------------------------------- | ---------------------- | ---------------------- | ------------------------------- | ----------- |
| 26                                 |                                    | Antonia Moreno Leyva                    | 3 de junho de 1886     | 10 de agosto de 1890   | Andrés Avelino Cáceres          |             |
| Vago; o presidente era viúvo.      | Vago; o presidente era viúvo.      | Vago; o presidente era viúvo.           | 10 de agosto de 1890   | 24 de junho de 1893    | Remigio Morales Bermúdez        |             |
| 27                                 |                                    | Justa Masías y Llosa                    | 24 de junho de 1893    | 1º de abril de 1894    | Remigio Morales Bermúdez        |             |
| 28                                 |                                    | Jesús Salas de la Torre Urraca          | 1º de abril de 1894    | 10 de agosto de 1894   | Justiniano Borgoño              |             |
| 29                                 |                                    | Antonia Moreno Leyva                    | 10 de agosto de 1894   | 20 de março de 1895    | Andrés Avelino Cáceres          |             |
| 30                                 |                                    | Jesus Itúrbide Y Villena                | 8 de setembro de 1895  | 8 de setembro de 1899  | Nicolás de Piérola              |             |
| 31                                 |                                    | Julia Paz Castresana García De La Arena | 8 de setembro de 1899  | 8 de setembro de 1903  | Eduardo López de Romaña         |             |
| 32                                 |                                    | Teresa Álvarez-Calderón Roldán          | 8 de setembro de 1903  | 7 de maio de 1904      | Manuel Candamo Iriarte          |             |
| 33                                 |                                    | Margarita Almanza Oblitas               | 7 de maio de 1904      | 24 de setembro de 1904 | Serapio Calderón                |             |
| 34                                 |                                    | Carmen Heeren Barreda                   | 24 de setembro de 1904 | 24 de setembro de 1908 | José Pardo y Barreda            |             |
| 35                                 |                                    | Julia Swayne y Mariátegui               | 24 de setembro de 1908 | 24 de setembro de 1912 | Augusto B. Leguía y Salcedo     |             |
| 36                                 |                                    | María Emilia Rodríguez Prieto           | 24 de setembro de 1912 | 4 de fevereiro de 1914 | Guillermo Billinghurst          |             |
| 37                                 |                                    | Francisca Benavides Diez Canseco        | 4 de fevereiro de 1914 | 15 de maio de 1914     | Óscar Raymundo Benavides Larrea |             |
| 37                                 | 15 de maio de 1914                 | Francisca Benavides Diez Canseco        | 18 de agosto de 1915   |                        | Óscar Raymundo Benavides Larrea |             |
| 38                                 |                                    | Carmen Heeren Barreda                   | 18 de agosto de 1915   | 4 de julho de 1919     | José Pardo y Barreda            |             |
| 39                                 |                                    | María Isabel Olivera Mayo               | 4 de julho de 1919     | 12 de outubro de 1919  | Augusto B. Leguía y Salcedo     |             |
| 39                                 | 12 de outubro de 1919              | María Isabel Olivera Mayo               | 12 de outubro de 1924  |                        | Augusto B. Leguía y Salcedo     |             |
| 39                                 | 12 de outubro de 1924              | María Isabel Olivera Mayo               | 12 de outubro de 1929  |                        | Augusto B. Leguía y Salcedo     |             |
| 39                                 | 12 de outubro de 1929              | María Isabel Olivera Mayo               | 25 de agosto de 1930   |                        | Augusto B. Leguía y Salcedo     |             |
| 40                                 |                                    | Isabel Recavarren Pujazon               | 27 de agosto de 1930   | 1º de março de 1931    | Luis Miguel Sánchez Cerro       |             |
| 40                                 | 8 de dezembro de 1931              | Isabel Recavarren Pujazon               | 30 de abril de 1933    |                        | Luis Miguel Sánchez Cerro       |             |
| 41                                 |                                    | Francisca Benavides Diez Canseco        | 30 de abril de 1933    | 8 de dezembro de 1939  | Óscar Raymundo Benavides Larrea |             |
| 42                                 |                                    | Enriqueta Garland Higginson             | 8 de dezembro de 1939  | 28 de julho de 1945    | Manuel Prado y Ugarteche        |             |
| 43                                 |                                    | María Jesús Rivera y Rivera             | 28 de julho de 1945    | 29 de outubro de 1948  | José Luis Bustamante y Rivero   |             |
| 44                                 |                                    | María Delgado de Odría                  | 1º de novembro de 1948 | 1º de junho de 1950    | Manuel A. Odría                 |             |
| 44                                 | 28 de julho de 1950                | María Delgado de Odría                  | 28 de julho de 1956    |                        | Manuel A. Odría                 |             |
| 45                                 |                                    | Rosa Prado Garland                      | 28 de julho de 1956    | 18 de junho de 1958    | Manuel Prado y Ugarteche        |             |
| 46                                 |                                    | Clorinda Málaga                         | 18 de junho de 1958    | 18 de julho de 1962    | Manuel Prado y Ugarteche        | [ 1 ]       |
| 47                                 |                                    | Eloisa Dolores Ferreyros Roldán         | 18 de julho de 1962    | 3 de março de 1963     | Ricardo Pérez Godoy             |             |
| 48                                 |                                    | María Álvarez del Villar                | 3 de março de 1963     | 28 de julho de 1963    | Nicolás Lindley López           |             |
| 49                                 |                                    | Carola Aubry Bravo de Belaúnde          | 28 de julho de 1963    | 3 de outubro de 1968   | Fernando Belaunde Terry         |             |
| 50                                 |                                    | Consuelo Gonzáles Posada                | 3 de outubro de 1968   | 29 de agosto de 1975   | Juan Velasco Alvarado           |             |
| 51                                 |                                    | Rosa Pedraglio                          | 30 de agosto de 1975   | 28 de julho de 1980    | Francisco Morales Bermúdez      |             |
| 52                                 |                                    | Violeta Correa                          | 28 de julho de 1980    | 28 de julho de 1985    | Fernando Belaúnde Terry         | [ 2 ]       |
| 53                                 |                                    | Pilar Nores                             | 28 de julho de 1985    | 28 de julho de 1990    | Alan Garcia                     | [ 3 ]       |
| 54                                 |                                    | Susana Higuchi                          | 28 de julho de 1990    | 5 de abril de 1992     | Alberto Fujimori                | [ 4 ]       |
| 54                                 | 22 de abril de 1992                | Susana Higuchi                          | 9 de janeiro de 1993   |                        | Alberto Fujimori                | [ 4 ]       |
| 54                                 | 9 de janeiro de 1993               | Susana Higuchi                          | 23 de abril de 1994    |                        | Alberto Fujimori                | [ 4 ]       |
| 55                                 |                                    | Keiko Fujimori                          | 23 de abril de 1994    | 28 de julho de 2000    | Alberto Fujimori                | [ 5 ]       |
| 55                                 | 28 de julho de 2000                | Keiko Fujimori                          | 21 de novembro de 2000 |                        | Alberto Fujimori                | [ 5 ]       |
| 56                                 |                                    | Nilda Jara                              | 22 de novembro de 2000 | 28 de julho de 2001    | Valentín Paniagua Corazao       |             |
| 57                                 |                                    | Eliane Karp                             | 28 de julho de 2001    | 28 de julho de 2006    | Alejandro Toledo                | [ 6 ]       |
| 58                                 |                                    | Pilar Nores                             | 28 de julho de 2006    | 28 de julho de 2011    | Alan García                     | [ 3 ]       |
| 59                                 |                                    | Nadine Heredia                          | 28 de julho de 2011    | 28 de julho de 2016    | Ollanta Humala                  | [ 7 ]       |
| 60                                 |                                    | Nancy Lange                             | 28 de julho de 2016    | 23 de março de 2018    | Pedro Pablo Kuczynski           | [ 8 ]       |
| 61                                 |                                    | Maribel Díaz Cabello                    | 23 de março de 2018    | 9 de novembro de 2020  | Martin Vizcarra                 | [ 9 ]       |
| 62                                 |                                    | Mary Peña Carruitero                    | 10 de novembro de 2020 | 15 de novembro de 2020 | Manuel Merino                   | [ 10 ]      |
| Vago; o presidente era divorciado. | Vago; o presidente era divorciado. | Vago; o presidente era divorciado.      | 17 de novembro de 2020 | 28 de julho de 2021    | Francisco Sagasti               |             |
| 63                                 |                                    | Lilia Paredes                           | 28 de julho de 2021    | 7 de dezembro de 2022  | Pedro Castillo                  | [ 11 ]      |
| Vago; a presidente é divorciada.   | Vago; a presidente é divorciada.   | Vago; a presidente é divorciada.        | 7 de dezembro de 2022  | até a atualidade       | Dina Boluarte                   |             |